# Izabal (departement)
Izabal is een departement van Guatemala, gelegen in het oosten van het land aan de Caribische Zee (Golf van Honduras). In het noorden grenst het aan Belize, in het noordoosten aan de Golf van Honduras en in het oosten aan Honduras. Verder grenst Izabal aan de Guatemalteekse departementen Petén, Alta Verapaz en Zacapa. De hoofdstad van het departement is Puerto Barrios.
Het departement bestrijkt een oppervlakte van 9038 km² en heeft 408.688 inwoners (2018).
In Izabal zijn de ruïnes te vinden van de Maya-stad Quiriguá.

## Geografie
Izabal is het enige departement van Guatemala dat een kust aan de Caribische Zee heeft. Deze kust, waar de Garifuna een belangrijke etnische groep vormen, is daarom van groot economisch en strategisch belang. Er zijn drie belangrijke havensteden: Livingston, Puerto Barrios en Santo Tomás de Castilla.
Centraal in het departement bevindt zich het Izabalmeer (Lago de Izabal), het grootste meer van Guatemala (ongeveer 48 kilometer lang en 24 kilometer breed, met een oppervlakte van 590 km²). Het meer wordt vooral gevoed door de rivier de Polochic en het water stroomt via de Golfete Dulce en de Río Dulce naar zee. Evenwijdig aan deze wateren liggen twee riviertjes die van het binnenland van Guatemala naar zee stromen: de Sarstun in het noorden en de Motagua in het zuiden. Het laatste deel van de Sarstun vormt de grens tussen Guatemala en Belize.
Het oorspronkelijk Spaanse koloniale fort San Felipe, nu een Guatemalteeks nationaal monument, bewaakt de toegang naar het meer vanaf zee.
De kleine plaats Izabal aan de zuidoever van het meer was voor de bouw van Livingston en Puerto Barrios in de 19e eeuw de belangrijkste havenstad van Guatemala aan de Caribische Zee. Oorspronkelijk was deze plaats dan ook de zetel van de departementale overheid; tegenwoordig is het een afgelegen dorp met weinig economische activiteiten.

## Gemeenten
Het departement is ingedeeld in vijf gemeenten:
- El Estor
- Livingston
- Los Amates
- Morales
- Puerto Barrios

Alta Verapaz · Baja Verapaz · Chimaltenango · Chiquimula · El Progreso · Escuintla · Guatemala · Huehuetenango · Izabal · Jalapa · Jutiapa · Petén · Quetzaltenango · Quiché · Retalhuleu · Sacatepéquez · San Marcos · Santa Rosa · Sololá · Suchitepéquez · Totonicapán · Zacapa